# Cyathea marianna
Cyathea marianna là một loài dương xỉ trong họ Cyatheaceae. Loài này được Gaudich. mô tả khoa học đầu tiên năm 1826.
Danh pháp khoa học của loài này chưa được làm sáng tỏ. 